# 富沢英彦

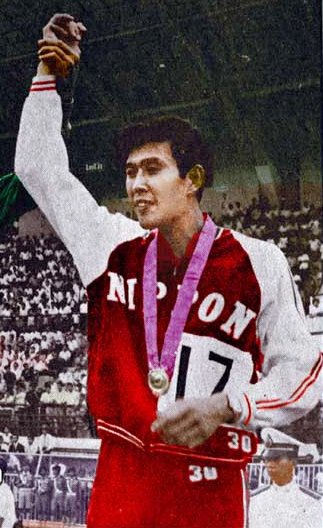
1970年アジア競技大会で銀メダルを獲得した富沢

富沢 英彦（とみざわ ひでひこ、1946年6月1日 - 2018年8月10日）は、日本の陸上競技選手。元走高跳日本記録保持者。1972年ミュンヘンオリンピック代表。群馬県安中市松井田町（旧碓氷郡松井田町）出身。順天堂大学卒業。大阪府の高校で教諭を務めた。

## 経歴
- 1967年 第51回日本選手権で2m07をマークし優勝
- 1969年 2m15の日本新記録を樹立
- 1970年 第54回日本選手権で2m14をマークし優勝。同年、2m18の日本新記録を樹立
- 1971年 第55回日本選手権で2m20の日本新記録（1971年世界ランキング8位・ベリーロールによる跳躍の日本最高記録）を樹立し優勝
- 1972年 ミュンヘンオリンピックに出場　2m15を跳んで予選突破したが、決勝は2m09に終わる
- 1973年 第57回日本選手権で2m09をマークし優勝
- 1980年 6月28日に34歳年齢別日本最高記録となる2m11をマーク